# Ну не может моя сестрёнка быть такой милой
«Ну не может моя сестрёнка быть такой милой» (яп. 俺の妹がこんなに可愛いわけがない Орэ но Имо:то га Конна ни Каваий Вакэ га Най) или Oreimo — ранобэ авторства Цукасы Фусими с иллюстрациями художника Хиро Кандзаки, выпущенное лэйблом Dengeki Bunko издательства ASCII Media Works в период с 10 августа 2008 года по 7 июня 2013 года в 12 томах. Сюжет произведения повествует о развитии романтических отношений между Кёскэ Косакой и его родной сестрой Кирино, втайне от окружающих являющейся отаку. Концепция ранобэ была разработана редактором Dengeki Bunko Кадзумой Мики, выделявшего особую роль в сюжете образу главной героини. Общие продажи книжной серии к 2013 году превысили 5 миллионов экземпляров в Японии, помимо неё ранобэ было издано также на территории Республики Корея, Гонконга, Китайской Республики и КНР.
Работа неоднократно адаптировалась в другие форматы. С марта 2009 по май 2011 года в журнале Dengeki G's Magazine, принадлежащему ASCII Media Works, в четырёх танкобонах была опубликована одноимённая серия манги, оформленная мангакой Сакурой Икэдой. С 2011 по 2015 года в этом же журнале, а также в Dengeki G's Comic была издана вторая серия манги Икэды, построенная на сеттинге Oreimo — Ore no Kouhai ga Konna ni Kawaii Wake ga Nai. 31 марта 2010 года была издана радиопостановка, озвученная профессиональными сэйю. В 2010 и 2013 году на различных телеканалах Японии транслировался в двух сезонах аниме-сериал, срежиссированный Хироюки Камбэ на студиях Anime International Company и A-1 Pictures под руководством продюсерской компании Aniplex. В 2011 году издательством Bandai Namco Games был выпущен разработанный guyzware визуальный роман для платформы PlayStation Portable Ore no Imouto wa Konna ni Kawaii wake ga nai Portable, 29 марта 2012 года в продажу поступила его расширенная версия — Ore no Imouto wa Konna ni Kawaii wake ga nai Portable ga Tsuzuku wake ga nai.
Серия Oreimo получила неоднозначную оценку критиков из-за использования в качестве главной темы романтических чувств между братом и сестрой, однако было отмечено увеличение числа работ на тему младших сестёр под влиянием данного ранобэ. Среди других важных аспектов работы были названы отражение субкультуры отаку, а также элементы жанра гарем.

## Сюжет
Действие ранобэ происходит в японском городе Тиба. Главный герой произведения — семнадцатилетний учащийся старшей школы Кёскэ Косака — последние несколько лет имеет крайне напряженные отношения со своей младшей сестрой Кирино, являющейся отличницей, спортсменкой и профессиональной фотомоделью. Однажды вернувшись домой, в прихожей Кёскэ обнаруживает коробку от диска аниме о девочках-волшебницах. Поскольку Кёскэ не знал об увлечении кого-то из домочадцев подобным материалом, он решает выяснить происхождение коробки, но открыв её находит внутри порнографическую игру на тему инцеста с младшей сестрой. Наблюдая за родственниками, герой к своему удивлению приходит к выводу, что диск может принадлежать только Кирино. Потребовав от неё объяснений, Кёскэ узнает, что его сестра уже давно стала отаку, но скрывает своё увлечение, чтобы не разрушить репутацию добропорядочной девушки. Кирино впервые за долгое время заводит разговор с братом и требует от него хранить в тайне правду о её хобби. Кёскэ даёт своё согласие, на что Кирино принуждает его пройти подобную игру, дабы понять суть её увлечения, назвав это «жизненной консультацией». Вскоре Кёскэ понимает, что у его сестры нет знакомых, способных поговорить на тему аниме и игр, и именно поэтому она решилась прекратить продолжавшийся между ними конфликт. Главный герой помогает Кирино найти себе компанию по интересам, в которую вошли две девушки — Рури Гоко и Саори Макисима. Вернувшись однажды со встречи новоявленного клуба по интересам, брат и сестра узнают, что теперь о секрете Кирино стало известно и их родителям. Несмотря на все свидетельства о том, что именно Кирино является отаку, Кёскэ в разговоре со своим отцом берет всю вину на себя и даже ввязывается с ним в драку. Этим поступком ему удалось остудить пыл родителей и заставить их принять увлечение дочери.
Вскоре аналогичная проблема возникает между Кирино и её лучшей школьной подругой Аясэ Арагаки, отказавшейся признавать, что примерная девушка может заниматься такими непристойностями. И вновь Кёскэ решает взять ответственность на себя, дабы восстановить отношения девушек. Постепенно Кёскэ и Кирино начинают проводить много времени вместе в компании новых подруг по миру отаку. Однако летом следующего года Кирино, не сказав брату, отправляется в США в спортивный интернат для занятий лёгкой атлетикой и начинает полностью игнорировать всех своих близких в Японии, не отвечая им ни по телефону, ни в интернете. В это время в школу, где учится Кёскэ, переводится Рури Гоко, и герой начинает помогать уже ей завести там новых друзей. Несколько месяцев спустя Кёскэ получает от Кирино сообщение с просьбой уничтожить всю её коллекцию аниме и игр. Понимая, что сестра ни за что не решилась бы на подобный шаг прежде, юноша просит совета у Рури, на что та предлагает ему действовать, поскольку Кирино явно имеет проблемы. В конце этой встречи Рури на прощание целует Кёскэ, ещё больше сбив того с толку. По возвращении домой Кёскэ объявляет родителям, что решил забрать сестру из Америки и получает на это согласие отца.
После возвращения с сестрой из США жизнь брата и сестры продолжилась без каких-либо изменений, что начинает нервировать Кёскэ. Он замечает, что сестра агрессивно ведёт себя с ним, особенно, если видит его в компании других девушек. Вскоре Кирино приводит домой другого юношу, которого представляет как «своего парня». Кёскэ в резкой форме выражает своё несогласие на то, чтобы Кирино имела какие-то отношения с мужским полом, и пытается вызвать на бой её ухажёра. Юноша же, однако, раскрывает правду о том, что Кирино попросила его притвориться её молодым человеком, дабы выяснить отношение Кёскэ к этому вопросу. После этого Кирино говорит наедине брату о том, что если ему в скором времени признаются в любви, то герою предстоит серьёзно подумать прежде чем дать своё согласие. Спустя несколько дней Рури Гоко признаётся Кёскэ в любви, и они становятся парой. Счастливо проведя вместе летние каникулы, Рури разрывает отношения с юношей и бесследно исчезает из города. Кирино помогает брату найти свою бывшую девушку, на что Рури заявляет, что пошла на такой шаг именно из-за неё и вынуждает Кирино признаться в том, что та также не желает, чтобы Кёскэ имел с кем-то романтическую связь.
Спустя ещё какое-то время отношения между братом и сестрой становятся настолько тёплыми, что их родители, заподозрив появление любовных чувств между детьми, решают временно отселить Кёскэ под предлогом подготовки к вступительным экзаменам в институт. На съемной квартире юноше начинает помогать Аясэ, которая проводит почти всё своё свободное время с ним. Постепенно Кёскэ начинает ощущать сильную тоску по сестре и понимает, что за этим действительно скрывается влюбленность в неё. Отказав во взаимности чувствам Аясэ и окончательно порвав с Рури, юноша признается в любви Кирино, на что та даёт своё согласие стать парой. Осознавая всю неправильность отношений между ними, брат и сестра решают не переходить грань разумного и после выпускного Кёскэ, сыграв постановочную свадьбу, возвращаются к обычной жизни родственников.

### Персонажи

Главные герои ранобэ на обложке игры Ore no Imouto ga Konnani Kawaii Wake ga Nai Portable (слева направо): задний ряд — Саори Макисима, Кёскэ Косака, Манами Тамура; передний ряд — Рури Гоко, Кирино Косака, Аясэ Арагаки.

Кёскэ Косака (яп. 高坂京介 Ко:сака Кё:сукэ) — главный герой. В детстве Кёскэ занимался спортом и был отличником, однако с годами его результаты стали посредственными. Отличается заботливостью на грани назойливости по отношению к окружающим его девушкам. Сторонник решительных действий в трудных ситуациях.
Сэйю: Юити Накамура
Кирино Косака (яп. 高坂桐乃 Ко:сака Кирино) — четырнадцатилетняя девушка, младшая сестра Кёскэ. Красавица, отличница и спортсменка, воспринимаемая окружающими практически как совершенство. С раннего детства стремилась походить на успешного Кёскэ. После того как Кирино почувствовала, что Кёскэ, взрослея, стал отдаляться от неё и снизил свои результаты, начала самостоятельно добиваться успеха и открыла для себя игры на тематику младших сестёр, которыми замещала свою любовь к брату.
Сэйю: Аяна Такэтацу
Рури Гоко (яп. 五更瑠璃 Гоко: Рури) / Куронэко (яп. 黒猫, чёрная кошка) — пятнадцатилетняя девушка, постоянно одевающаяся в косплей-костюм своего любимого аниме Maschera. Является подругой Кирино по кружку отаку. Заботится о двух младших сёстрах. Поступила в школу, в которой учится Кёскэ, и стала его кохаем.
Сэйю: Кана Ханадзава
Манами Тамура (яп. 田村麻奈実 Тамура Манами) — подруга детства Кёскэ и его одноклассница. Её семья владеет кондитерской. Очень хорошо готовит и хорошо работает по дому. С детства влюблена в Кёскэ, однако тот воспринимает Манами словно «заботливую бабушку», а Кирино и вовсе называет её «дурнушкой». После начала романтических отношений между Кёскэ и Кирино Манами выступает резко против их связи и угрожает раскрыть правду родителям семейства Косака.
Сэйю: Сатоми Сато
Аясэ Арагаки (яп. 新垣あやせ Арагаки Аясэ) — близкая подруга и одноклассница Кирино, также работающая моделью. Отличается поспешностью выводов, в особенности если речь идёт о Кирино. Категорически не приемлет отаку. Обычно ведёт себя мягко и дружелюбно, но может быть крайне резкой к Кёскэ и другим подругам Кирино. Видит в Кёскэ заботливого и очень доброго человека, и обращается к нему за советами в вопросах о Кирино.
Сэйю: Саори Хаями
Саори Макисима (яп. 槇島沙織 Макисима Саори) / Саори Бадзина (яп. 沙織バジーナ Саори Бадзи:на) — руководительница кружка поклонниц аниме, в который входят Кирино и Рури Гоко. Отличается благородными манерами, которые проявляет лишь в интернет-общении с подругами. Организовала аниме-кружок, чтобы доказать самостоятельность своей сестре Каори.
Сэйю: Хитоми Набатамэ

## Концепция и создание
Будущий автор Oreimo Цукаса Фусими начал свою писательскую карьеру в 2006 году с ранобэ 13-banme no Alice, которое было издано лейблом Dengeki Bunko. Эта работа не имела серьёзного коммерческого успеха и была выполнена на стыке жанров боевика и фэнтези. В 2007 году курировавший Фусими редактор Кадзума Мики, рассматривая причины неудачи, принял решение дать начало новому проекту, в который вошли бы наиболее сильные стороны предыдущей работы. Этот роман получил название Nekosis и активно разрабатывался вплоть до зимы 2007 года, однако позже Мики решил временно отложить написание книги и вновь замыслил изменить концепцию. Основой для новой истории стала героиня 13-banme no Alice Рэйна Мията, являвшаяся отаку, поскольку Мики замыслил отразить в работе типаж увлечённой девушки, а тот факт, что, по мнению редактора, Фусими в первой работе более всего удались повседневные сцены, определил общую направленность новой серии.
Во время согласования деталей нового проекта с Фусими в начале 2008 года Мики сразу же огласил образ главной героини, который предстояло реализовать писателю — персонажем должна была стать девушка, любящая эроге и нуждающаяся в помощи своего старшего брата, с которым имеет напряжённые отношения. Саму историю планировалось поместить в повседневный сеттинг современной Японии без каких-либо элементов фэнтези или далекоидущих целей героев. По словам Мики, в рабочем процессе автору была предоставлена относительная свобода, поскольку редактор считал, что желание угодить как можно большему числу читателей может сделать работу неинтересной. Компания не ожидала большого успеха от этой серии, и всё её развитие должно было зависеть от уровня фактических продаж после публикации, при этом, по мнению издательства ASCII Media Works, ключевым фактором же для увеличения зрительского интереса являлся образ главной героини, которому уделялось наибольшее внимание редакторов. После предварительного обсуждения концепции работы Мики предложил Фусими написать небольшой отрывок, описывающий поведение персонажа сестры. Автор дал своё согласие и спустя некоторое время предоставил редактору вариант сцены с классическим типажом «младшей сестры», который был немедленно отвергнут. Мики попросил писателя взять за основу новой героини, получившей имя Кирино, какого-нибудь женского персонажа из манги Тору Фудзисавы «Крутой учитель Онидзука». Перечитав всю серию комикса, Фусими сформировал для себя собирательный образ героини, являвшейся агрессивной гяру, который был одобрен и редакторским советом во главе с Кадзутоси Охарой.

Предварительные эскизы дизайна персонажей, выполненные Хиро Кандзаки (2008)

Другим персонажем романа по решению самого Фусими стала скромная девушка в очках, получившая имя Манами. Автор намеревался противопоставить её тихий образ более яркой Кирино, и сделать её «островком спокойствия» для главного героя — Кёскэ. Также в планы писателя входило через Манами продемонстрировать ревность Кирино к брату, и сделать её тем самым героиней-цундэрэ. Мики отверг эту идею, однако Фусими решил иначе и стал сознательно показывать в тексте более двусмысленные реакции главной героини, чтобы читатель мог самостоятельно предугадать возможные чувства Кирино. Автор также избегал излишнего подчёркивания «милой стороны» Кирино, поскольку считал, что это может сузить его возможности для введения в сюжет каких-либо негативных действий этого персонажа. Образ самого Кёскэ создавался Фусими по установке Мики, охарактеризовавшего главного героя как «нормального активного в прошлом юношу, чьи мечты оказались разбиты». В качестве «второстепенных отаку-девушек» в сюжет на первом этапе разработки были добавлены Рури Гоко и Саори Макисима, причём первая из них изначально создавалась для демонстрации нэкомими и различных элементов моэ. Позже роль обеих персонажей в повествовании было решено увеличить. В следующих томах число центральных женских персонажей пополнила Аясэ Арагаки, концепцию которой Фусими предложили в редакции. Эта героиня была придумана в ответ на развернувшуюся в Японии в 2008 году дискуссию об изменениях в законодательстве в сфере оборота детской порнографии, которая должна была затронуть индустрию манги и аниме. По мнению Мики, эти обстоятельства реального мира должны были добавить актуальности ханжеских идей героини. Сама же Аясэ планировалась как противоположность Кирино в отношении к миру отаку, но являвшаяся её близкой подругой и стремившаяся оградить её от любых намёков на романтические отношения с Кёскэ. За основу характера отца семейства Косака был взят император Чарльз ди Британия из аниме Code Geass.
Для иллюстрирования ранобэ был приглашён новый сотрудник Dengeki Bunko — бывший мультипликатор Eureka Seven Хиро Кандзаки. Дизайн Кёскэ был утверждён прямым решением редакции, и Кандзаки не стал в нём делать каких-либо изменений, добавляя собственные идеи. Внешность Кирино изначально планировалась иллюстратором с низкой посадкой головы, однако он посчитал необходимым сделать героине более тонкие конечности, из-за чего для сохранения пропорций пришлось изменить и положение черепа. Дизайн Аясэ был выполнен сознательно копирующим причёску и стиль одежды Кирино, для подчёркивания отношений между этими персонажами. Причёска Манами, напротив, была сделана короткой, поскольку, по словам Кандзаки, в истории было слишком много девушек с длинными волосами. Родители семейства Косака были списаны художником с собственной семьи.
По словам Цукасы Фусими, во время работы над начальными томами серии он воспринимал каждую книгу как последнюю, стремясь завершить историю в отдельной из них на какой-то логичной для читателя ноте. Первый том был рассчитан на восстановление отношений между братом и сестрой, долгое время находившимися в конфликте, и первоначально не предполагалось дальнейшего развития романтических чувств между ними, а серию при наиболее оптимистичном прогнозе планировалось закончить в четырёх томах. Позже писатель признавался, что у него нет сестры, но если бы она у него была, то он не смог бы написать ранобэ на столь противоречивую тематику, а также, что считал себя слабым комедиографом и больше тяготел к жанру хоррор. По совету Мики непосредственно перед сдачей тома в печать Фусими включил в текст пожелание Кирино к брату о дополнительных «жизненных консультациях», чтобы имелась возможность для написания продолжения. В итоге новая работа поступила в продажу 10 августа 2008 года.

## Издание

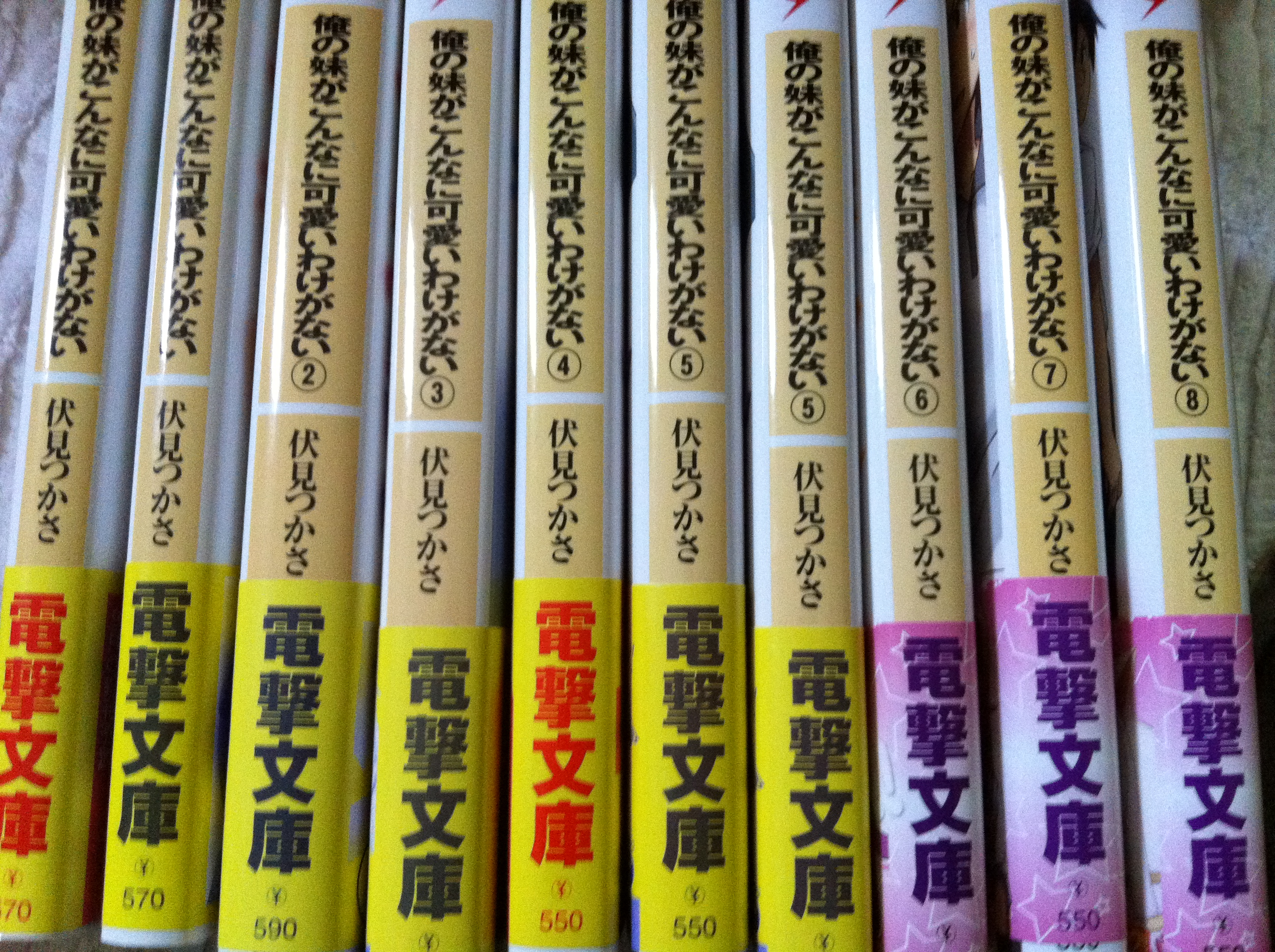
Тома ранобэ, изданные Dengeki Bunko.

Поскольку издание первого тома пришлось на канун праздника Обон, а также по причине низких ожиданий от новой серии, руководство Dengeki Bunko решило выпустить работу Цукасы Фусими ограниченным тиражом. Однако, по словам Кадзутоси Охары, спустя всего несколько дней все экземпляры книги оказались раскуплены, и издательству пришлось напечатать дополнительный тираж для обеспечения спроса. Вследствие популярности Oreimo редакция дала своё согласие на продолжение этой серии, однако был поставлен вопрос об изменении её концепции. По итогам обсуждения она всё же была оставлена без изменений.
На тот момент у Фусими уже имелся практически готовый черновик второго тома, работа над которым велась параллельно с подготовкой к изданию первого. После новостей о продажах стартового тома писатель, по его словам, решил более детально отразить мир японского отаку и приблизить описание в тексте к реально существующим объектам. С этой целью Фусими три дня пробыл на летнем Комикете 2008 года, который решил сделать площадкой для одной из сцен ранобэ — автор отслеживал всё происходящее на ярмарке, вплоть до состояния погоды по дням и часам, и позже описал всё это в тексте. Позже эта детализация была сохранена и в других томах, а также перешла в аниме-экранизацию, где были демонстрированы настоящие пейзажи и интерьеры различных мест Тибы и Акихабары. На взгляд Фусими, этот шаг позволял японскому читателю быть более вовлечённым в происходящее в тексте, принимая его за историю из современного ему мира. Издательство со своей стороны решило развить этот подход за счёт продакт-плейсмента других ранобэ Dengeki Bunko и упоминания популярных сторонних работ, новостных ресурсов и магазинов Акихабары. Поскольку всё это происходило без предварительных договорённостей, то после публикации второго тома Фусими и Мики были вынуждены принести извинения перед одним упомянутым интернет-порталом, который не пожелал дополнительной популяризации посредством Oreimo.
Изначально все героини кроме Кирино рассматривались только в качестве второстепенных и их появление в сюжете воспринималось Фусими исключительно как разовое, однако после выпуска третьего тома издательство решило пойти на увеличение запланированного числа книг и даже выступило с идеей написания спин-оффов. Право окончательного выбора развития сюжета произведения было предоставлено читателям, среди которых был проведён опрос о наиболее популярном женским персонаже. По итогам голосования им оказалась Рури Гоко, и именно для неё Фусими была создана романтическая линия с Кёскэ, начатая в пятом томе серии. Поскольку сама история стала приобретать черты жанра гарем, то Кадзума Мики решился пойти на нарушение негласного табу, существовавшего для подобных историй в мире аниме и манги, согласно которому главный герой очень долгое время не мог ответить взаимностью на чувства кого-то из влюблённых в него девушек, а после окончательного выбора пассии история немедленно прекращалась. Замысел редактора, который позже был реализован Фусими, состоял в том, чтобы позволить Кёскэ ответить взаимностью после первого же признания ему в любви Рури и продолжить основную сюжетную линию ещё в течение нескольких томов. По словам редактора, подобный прецедент помог бы существенно расширить границы жанра. Четвёртый том серии, по данным газеты «Майнити симбун», стал лидером продаж ранобэ в августе 2009 года, а по состоянию на май 2010 года было реализовано более 1,2 миллиона копий Oreimo.
В октябре 2010 году на телеэкраны вышла аниме-адаптация работы, поспособствовавшая увеличению продаж оригинальной книжной серии, которая стала чаще попадать в списки бестселлеров для бункобонов. Так тираж восьмого и девятого тома Oreimo по две недели удерживали первое место в рейтинге текущих продаж аналогичной продукции, а по итогам 2011 года общее число реализованных копий только этих томов серии превысило 400 тысяч экземпляров. Тем не менее в связи с возросшей загруженностью писателя в других проектах разраставшейся франшизы, включавшей на тот момент компьютерные игры, аниме, мангу и радиопостановки, общий темп издания новых томов был снижен, однако саму серию в Dengeki Bunko решено было закончить в 12 книгах, а не 10, как рассматривалось ранее. Участвовавший в создании аниме иллюстратор Хиро Кандзаки отмечал, что после 2010 года произвёл коррекции в дизайне персонажей под стиль сериала.
По словам Цукасы Фусими, общее развитие сюжета после выпуска сериала окончательно перешло в сторону финальной романтической линии Кёскэ и Кирино, к чему, по мнению автора, имелись предпосылки с самого старта работы, а итоговый сценарий был сформирован им под влиянием выпущенного визуального романа. Финальные три тома Oreimo были написаны автором как трилогия, целиком посвящённая истории любви брата и сестры. В последний том произведения были добавлены кульминации с Аясэ и Рури Гоко, которых отвергал Кёскэ. Как отмечал автор, сцена с Аясэ была придумана им ещё во время работы над десятым томом, а наибольшую сложность при написании вызвало расставание главного героя с Рури. В 2012 году Цукаса Фусими получал в свой адрес анонимные угрозы физической расправы от поклонника Рури Гоко, несогласного с подобным поворотом сюжета; позже шантажист был арестован.
Издание последнего, двенадцатого тома Oreimo произошло 7 июня 2013 года, незадолго до завершения телевизионного показа второго сезона аниме-сериала. По итогам года за счёт единственного тома, реализованного в количестве 219 тысяч копий, серия сумела войти в десятку лидеров продаж ранобэ. Всего же по состоянию на 2013 год было реализовано более 5 миллионов экземпляров книг серии. В 2015 году Oreimo было награждено премией Sugoi Japan Award от газеты «Ёмиури симбун» как одно из десяти лучших ранобэ последнего десятилетия. За пределами Японии ранобэ было издано на территории Китайской Республики и Гонконга местным отделением компании Kadokawa Shoten, в Китайской Народной Республике — Hunan Fine Arts Publishing House, в Республике Корея — Daewon C.I..

## Манга
Oreimo послужило основой для нескольких серий манги. Решение о создании первой из них было принято в Dengeki Bunko незадолго до издания второго тома ранобэ, после чего редакторами издательства и Цукасой Фусими был проведён конкурс среди мангак на право создания комикса. В результате серии консультаций выбор комиссии пал на начинающую художницу Сакуру Икэду, для которой эта работа была дебютной в профессиональном издании. Фусими отмечал очень детализованный подход иллюстратора к изображению сцен первоисточника и по просьбе Икэды предоставил ей 3D-модель дома семейства Косака, который предстояло продемонстрировать в работе. Публикация манги, получившей название по оригинальному ранобэ, осуществлялась с марта 2009 по май 2011 года в журнале Dengeki G's Magazine. Сюжет комикса охватывал два первых тома ранобэ до восстановления отношений Кирино с Аясэ, поссорившихся из-за увлечения Косаки. Отдельные рисунки Икэды в 2010 году были включены в заключительные ролики аниме-сериала. Позже главы истории были объединены и изданы в виде четырёх танкобонов, три из которых входили в тридцатку лидеров текущих продаж манги. По состоянию на 5 мая 2010 года было реализовано 120 тысяч танкобонов первого тома, а наивысшей позиции в рейтинге продаж аналогичной продукции удалось добиться финальному тому — он смог занять девятое место в чарте второй половины апреля 2011 года. Вне Японии манга была лицензирована и выпущена Kadokawa Taiwan в Китайской Республике, Editorial Ivrea — в Испании, Editorial Kamite — в Мексике, XL Media — в России и Dark Horse Comics на территории Северной Америки.
За месяц до окончания первой серии манги было объявлено о том, что за ней последует новая работа Икэды, также основанная на сеттинге Oreimo — Ore no Kouhai ga Konna ni Kawaii Wake ga Nai или Oreimo: Kuroneko, в которой роль главной героини была отведена Рури Гоко. Действие этого спин-оффа разворачивалось во время отъезда Кирино в США для учёбы в спортивном интернате, а финал серии отличался от развития сюжета первоисточника. Данная серия издавалась с июля 2011 по май 2014 года в том же Dengeki G’s Magazine, однако после продолжила публикацию в Dengeki G's Comic до июля 2015 года, а после была выпущена в виде шести танкобонов. Финальный том манги в момент издания сумел занять лишь 38-е место в рейтинге текущих продаж аналогичной продукции. Данная серия позже была выпущена Dark Horse Comics и Kadokawa Taiwan в Северной Америке и в Китайской Республике, соответственно. Помимо основной серии издательством ASCII Media Works выпускались любительские анталогии манг и ёнком по тематике Oreimo.

## Аниме

### Первый сезон
К началу 2010 года продюсер Aniplex Ацухиро Иваками разработал проект экранизации сюжета изданных томов ранобэ в виде аниме-сериала, на что вскоре получил согласие автора и издательства Dengeki Bunko. Первоначально Фусими расценил подобный ход как дополнительный способ популяризации оригинальной работы, и, по собственному признанию, сомневался в том, что из этой адаптации может получится сколь-либо качественный продукт, поскольку не представлял способа адекватной передачи образов персонажей в ином формате. Тем не менее сам Иваками не считал, что это произведение вызовет какие-то трудности при создании сериала. Работа над аниме была поручена студии Anime International Company, на которой её возглавил режиссёр-постановщик Кэйитиро Кавагути, которого вскоре после начала работ заменил Хироюки Камбэ, ранее известный по сериалу Viper's Creed. В должности сценариста был утверждён Хидэюки Курата, а ответственным за дизайн персонажей стал иллюстратор первоисточника Хиро Кандзаки, выступивший под псевдонимом Хироюки Ода. Иваками поставил перед собранной командой мультипликаторов задачу постараться достоверно передать атмосферу ранобэ, не превратив сериал в «неразборчивый медиа-микс», и увеличить интенсивность отдельных сцен.
Цукасе Фусими также была предоставлена возможность участвовать в процессе на стадии утверждения сценария, который должен был включать материал всех изданных пяти томов Oreimo, а также готовившегося на тот момент к печати шестого тома. За время совместной работы с Хидэюки Куратой писатель занимался выбором сцен из романа, которые не подлежали сокращению, а также написал сценарий к девятой серии картины, в которой был полностью изменён сюжет первоисточника. Первые же серии сезона было решено расширить относительно оригинала, чтобы обеспечить зрителю лучшее понимание сеттинга произведения, где особенное внимание уделялось сцене с находкой Кёскэ эроге своей сестры. По решению продюсеров основной упор экранизации был сделан на отражении субкультуры отаку. Первоначально высказывалась идея о ведении повествования в картине по аналогии с сериалом «Меланхолия Харухи Судзумии», где все действия персонажей комментировались бы внутренним монологом главного героя, однако это предложение в итоге было отвергнуто. Финал сезона было решено представить в двух версиях, которые были озаглавлены «Good End» (в переводе с англ. — «хорошая концовка») и «True Route» (в переводе с англ. — «истинная арка»), что было сделано по аналогии с механикой выбора визуальных романов. По словам Ацухиро Иваками, такой ход подчёркивал увлечение Кирино, и мог быть лучше отражён именно в формате аниме, а не классического романа. Специально написанный для экранизации «Good End» было решено представить в телетрансляциях как завершение 12-серийного сезона, а «True Route», соответствовавший шестому тому первоисточника и включавший дополнительные 4 серии, выпустить в издании на носителях, чтобы не иметь ограничений стандартного телевизионного сезона аниме и полностью охватить весь оригинальный сюжет. Во время создания визуальной части картины был утверждён будущий состав сэйю, который изначально отбирали к озвучиванию одноимённой радиопостановки, причём, по словам Фусими, он решил не предлагать никаких изменений относительно утверждённых актёров, поскольку остался доволен их предыдущей работой.
Первый анонс о создании экранизации появился 30 апреля 2010 года в журнале Newtype, после чего дополнительные детали работы были сообщены публике на мероприятии, организованном студией ufotable и прошедшем 5 мая того же года в Токусиме. В начале октября на территории Акихабары компанией Aniplex были проведены совместные промоакции для Oreimo и второй экранизации To Aru Majutsu no Index. Премьера сериала в Японии состоялась на телеканале Tokyo Metropolitan Television 3 октября 2010 года, а позже в течение того же месяца трансляции стартовали также на телеканалах Television Saitama, Television Kanagawa, Chiba Television Broadcasting, TV Aichi, TVQ Kyushu Broadcasting, Television Hokkaido, Mainichi Broadcasting System, AT-X и Nippon BS Broadcasting. Показ картины на территории Северной Америки в режиме потокового вещания был организован Anime News Network, однако уже спустя неделю онлайн-трансляции были прерваны из-за попадания в интернет по вине вещателя второй серии картины за сутки до её планового выхода в Японии. Показ сериала на этом ресурсе был восстановлен лишь в ноябре и завершился одновременно с японскими телеканалами 19 декабря того же года серией «Good End». В течение трансляций сериал занимал второе место в рейтинге популярности журнала Newtype, а Кёскэ и Кирино Косака, а также Рури Гоку входили в число десяти наиболее популярных аниме-персонажей, причём Кёскэ сумел занять первое место в перечне за январь 2011 года. За роль Манами Тамуры, а также Рицу Тайнаки из сериала K-On! и Венди Марвел из Fairy Tail, по итогам 2010 года сэйю Сатоми Сато была удостоена премии Seiyu Awards в номинации «Лучшая начинающая актриса». Вскоре после выхода первого сезона сериала в Тибе стали отмечаться случаи аниме-туризма «сэйти дзюнрэй» (яп. 聖地巡礼, букв. «паломничество в святое место») по основным местам, связанным с франшизой Oreimo.
С декабря 2010 года на носителях DVD и Blu-ray Disc началось издание сериала, разделённого на восемь частей по две серии на диск. В рейтингах текущих продаж копии этих дисков регулярно попадали в число десяти наиболее популярных изданий аниме-продукции, в том числе занимая первое место в конце января и февраля 2011 года, а средний уровень продаж этих дисков был порядка 16 тысяч копий в неделю. За пределами Японии картина была лицензирована и издана Aniplex of America на территории Северной Америки, Madman Entertainment — в Австралии и Новой Зеландии, MVM Films — в Великобритании, Muse Communication — в Гонконге и Китайской Республике.

### Второй сезон

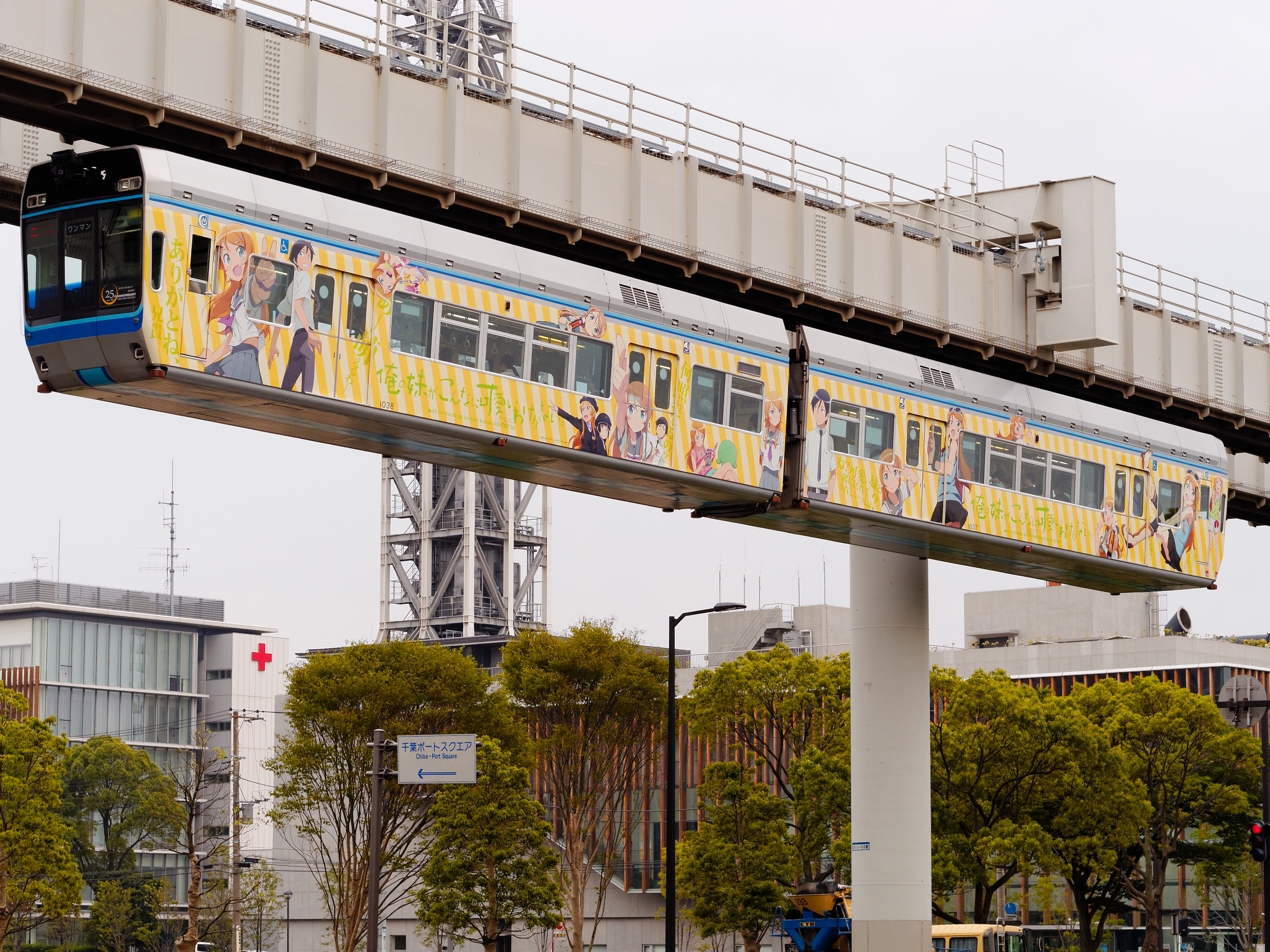
Реклама аниме-сериала на вагонах монорельса Тибы.

Результаты показа первого сезона и его высокая популярность в Японии удовлетворили продюсеров Aniplex настолько, что Юма Такахаси, ответственный за коммерческое продвижение сериала, был, по его словам, готов предложить Фусими и Dengeki Bunko в кратчайшие сроки подготовиться к новой экранизации и завершить серию ранобэ в 10 томах. Это предложение было отклонено ради возможности закончить сюжет без излишней спешки, а также для того, чтобы автор смог принять участие в иных проектах, связанных с франшизой Oreimo, поскольку предполагалось, что скорость выхода новых томов уменьшится. К проработке вопроса об экранизации продюсеры вернулись во время публикации десятого тома истории и перед выходом игры Ore no Imouto wa Konna ni Kawaii wake ga nai Portable ga Tsuzuku wake ga nai. На сей раз согласие автора было получено, и Aniplex приступил к сбору команды, которая работала над первым сезоном, оставив весь ключевой её состав без изменений. По словам Хидэюки Кураты и Хиро Кандзаки, это существенно облегчило создание нового сезона сериала. Для проведения работ Aniplex предоставил коллективу свою дочернюю студию A-1 Pictures, поскольку Anime International Company оказалась на тот момент сильно загружена. Руководством проекта высказывались различные идеи о том, когда стоит выпустить второй сезон сериала, но продюсером Синъитиро Касивадой был выбран апрель 2013 года для возможности одновременного завершения ранобэ в 12 томах и показа экранизации всего произведения.
Во время написания сценария Курата решил оттолкнуться от первого сезона и не делать радикальных изменений в атмосфере работы, а также сосредоточиться на привлекательности Кирино как героини, нежели на демонстрации её отаку-стороны. Сюжет же экранизации продолжением концовки «True Route». Дополнительно по решению Хироюки Камбэ сценарий был расширен относительно оригинальной работы, однако сокращению подверглась часть сюжетной линии Аясэ Арагаки, поскольку она влияла на общую эмоциональную окраску работы. По первоначальному плану телевизионный сезон второй экранизации должен был состоять вновь из 13 серий, после чего ещё 2 должны были быть продемонстрированы как ONA и быть изданы на носителях, однако Касивада разрешил выпуск ещё одной дополнительной серии для полноценного раскрытия ключевых сцен до полного финала истории. Цукаса Фусими позже признавался, что был очень рад подобному подходу, поскольку смог в итоге увидеть полную экранизацию собственной истории, что являлось редкостью для ранобэ, и повторить, тем самым, опыт «Торадора!» в более сложном виде, так как Oreimo было выполнено в виде двух сезонов, а не одного. Тем не менее, в отличие от первого сезона в работу по цензурным соображениям был внесён ряд изменений в визуальном отображении некоторых сцен.
В качестве промоакций продюсерами Aniplex был запущен совместный проект с монорельсом города Тибы, на котором были тематически оформлены в стилистике Oreimo два состава (по одному с Кирино Косакой и Рури Гоку), а также были организованы продажи памятных проездных билетов. Также состоялось совещание продюсеров и Цукасы Фусими с мэрией города Тибы об использовании аниме как средства развития регионального туризма.
Об экранизации второго сезона публике было объявлено 1 апреля 2012 года, а сами трансляции стартовали 6 апреля 2013 года на тех же телеканалах, что и в первом сезоне. Сезон в 13 сериях был завершён на телевидении 30 июня, однако финальные серии картины были продемонстрированы на аниме-фестивале Otakon, прошедшем 9 августа того же года в Балтиморе (США). Кёскэ Косака и Рури Гоко вновь вошли в рейтинг наиболее популярных аниме-персонажей по версии журнала Newtype, в котором удерживались в течение трёх месяцев. Сама же экранизация также вошла в то время в аналогичный рейтинг популярности сериалов, а наивысшей её позицией стало шестое место в июльском выпуске 2013 года. С июня 2013 по январь 2014 года сериал был издан на Blu-ray Disc и DVD-носителях, входя в пятёрку лидеров текущих продаж аналогичной продукции. За пределами Японии второй сезон распространялся теми же компаниями, что и первый.

## Музыка и радиопостановки
Как дополнение к сюжету ранобэ издательством ASCII Media Works 31 марта 2010 года была выпущена запись одноимённой радиопостановки, состоявшей из трёх отдельных рассказов, исполненных профессиональными сэйю. По воспоминаниям Цукасы Фусими, первоначально он хотел отдать написание для этой работы стороннему сценаристу, но в итоге решил создать одну историю самостоятельно и сделать в ней главной героиней Аясэ Арагаки, которая решилась взять жизненную консультацию у Кёскэ, поскольку была обеспокоена увлечением Кирино. Позже Фусими отмечал, что фактически вся радиопостановка оказалась востребована именно фанатами Аясэ. В 2013 году рассказ, посвящённый Аясэ, вошёл во второй сезон аниме-сериала.
После того как был подготовлен весь текст радиопостановки руководство Dengeki Bunko совместно с Фусими провели отбор актёров озвучивания на роли основных персонажей, поскольку к тому моменту уже был решён вопрос об аниме-адаптации. Ранее во время опроса поклонников серии о наиболее популярном персонаже, помимо прочего в был задан вопрос о том, кого из сэйю фанаты предпочли бы видеть в той или иной роли. По словам Фусими, непосредственно перед прослушиванием он намеревался отстаивать до конца пожелания читателей, однако остался доволен исполнением тех претендентов, что были рекомендованы ему режиссёрами звукозаписи, и принял без споров их вариант. При отборе сэйю для главной героини писатель руководствовался тем, что хотел видить в роли Кирино актрису, понимавшую мир отаку и способную отразить как увлечённость, так и неловкость этого персонажа. В итоге выбор редакции и Фусими пал на Аяну Такэтацу, чьей наиболее известной ролью на тот момент была Адзуса Накано в сериале K-On!. Роль Кёскэ досталась Юити Накамуре, Рури Гоко — Кане Ханадзаве, Саори Макисимы — Хитоми Набатамэ. Наибольшие вопросы до прослушивания имелись по кандидатуре Сатоми Сато на роль Манами Тамуры, поскольку этот персонаж серьёзно отличался от прошлых сценических образов актрисы — тем не менее, в Dengeki Bunko остались довольны исполнением этой сэйю и всё же утвердили Сато. Как вспоминал Фусими, среди всех актёров наибольшее впечатление произвело на него исполнение роли Аясэ Саори Хаями, благодаря которому он почувствовал удовлетворение от того, что написал сценарий к радиопостановке именно для этого персонажа. Юити Накамура в свою очередь также подчёркивал, что для него наиболее трудными стали совместные сцены с Хаями, которая сумела «убедительно сыграть персонажа-яндэрэ».
Вскоре после выпуска радиопостановки весь актёрский состав был привлечён к работе над аниме-адаптацией, музыку к которой была написана композитором Сатору Косаки. Открывающей композицией сериала была выбрана песня «Irony» от дуэта школьниц ClariS, которые позже выпустили её в качестве дебютного сингла. Композиции для закрывающей заставки, напротив, было решено сделать индивидуальными для каждой серии картины, для чего через сервис Nico Nico Douga был организован конкурс на лучший текст песни среди поклонников. Помимо включения в аниме-сериал, где эти песни должны были исполнять сэйю персонажей, победитель получал дополнительно 100 тысяч иен. По словам продюсера Синъитиро Сибаты, всего было прислано около тысячи текстов, которые прошли оценивание комиссией Aniplex. Лучшие песни были изданы 7 декабря 2011 года в альбоме 〜Ore no Imouto ga Konna ni Kawaii Wake ga Nai Complete Collection +〜 Ore Imouto Konpu +!, а композиции Сатору Косаки — в Ore no Imouto ga Konna ni Kawaii Wake ga Nai Original Soundtrack от 12 января того же года. Во втором сезоне аниме-сериала вновь открывающей композицией была избрана песня ClariS, получившая на сей раз название «Reunion», а среди поклонников был вновь проведён конкурс для закрывающей композиции. Все песни второго сезона вошли в новый альбом 〜Ore no Imouto ga Konna ni Kawaii Wake ga Nai Complete Collection +〜 Ore Imouto Konpu +! Season 2, выпущенный в продажу 26 апреля 2017 года.
В периоды с 13 августа 2010 по 22 июля 2011 и с 11 апреля по 26 декабря 2013 года в эфир выходило веб-радио Ore no Imouto ga (Rajio Demo) Konna ni Kawaii Wake ga Nai с Аяной Такэтацу и Каной Ханадзавой, в качестве ведущих, исполнявших роли Кирино Косаки и Рури Гоко, соответственно. Записи радиопостановки позже были изданы на CD-носителях.
| Песни в аниме-сериале Oreimo | Песни в аниме-сериале Oreimo | Песни в аниме-сериале Oreimo | Песни в аниме-сериале Oreimo | Песни в аниме-сериале Oreimo | Песни в аниме-сериале Oreimo                                    | Песни в аниме-сериале Oreimo                   | Песни в аниме-сериале Oreimo |
| Сезон                        | Открывающая композиция       | Открывающая композиция       | Открывающая композиция       | Закрывающая композиция       | Закрывающая композиция                                          | Закрывающая композиция                         | Закрывающая композиция       |
| Сезон                        | Название                     | Исполнитель                  | Прим.                        | Серии                        | Название                                                        | Исполнитель                                    | Прим.                        |
| ---------------------------- | ---------------------------- | ---------------------------- | ---------------------------- | ---------------------------- | --------------------------------------------------------------- | ---------------------------------------------- | ---------------------------- |
| I                            | Irony                        | ClariS                       | [ 118 ]                      | 1                            | Imouto Purizu!                                                  | Аяна Такэтацу                                  | [ 120 ]                      |
| I                            | Irony                        | ClariS                       | [ 118 ]                      | 2                            | Shine!                                                          | Аяна Такэтацу                                  | [ 120 ]                      |
| I                            | Irony                        | ClariS                       | [ 118 ]                      | 3                            | Horaizumu                                                       | Аяна Такэтацу                                  | [ 120 ]                      |
| I                            | Irony                        | ClariS                       | [ 118 ]                      | 4                            | Shiroi Kokoro                                                   | Саори Хаями                                    | [ 120 ]                      |
| I                            | Irony                        | ClariS                       | [ 118 ]                      | 5                            | Orenji                                                          | Аяна Такэтацу                                  | [ 120 ]                      |
| I                            | Irony                        | ClariS                       | [ 118 ]                      | 6                            | Maegami☆                                                        | Сатоми Сато                                    | [ 120 ]                      |
| I                            | Irony                        | ClariS                       | [ 118 ]                      | 7                            | Masquerade!                                                     | Кана Ханадзава                                 | [ 120 ]                      |
| I                            | Irony                        | ClariS                       | [ 118 ]                      | 8                            | Kamereon Douta                                                  | Хитоми Набатамэ                                | [ 120 ]                      |
| I                            | Irony                        | ClariS                       | [ 118 ]                      | 9                            | Suki Nanda mon!                                                 | Аяна Такэтацу                                  | [ 120 ]                      |
| I                            | Irony                        | ClariS                       | [ 118 ]                      | 10                           | Iie, Tomu wa Imouto ni Taishite Seiteki na Koufun o Oboeteimasu | Юкари Тамура                                   | [ 120 ]                      |
| I                            | Irony                        | ClariS                       | [ 118 ]                      | 11                           | Akihabara☆Dansu☆Nau!!                                           | Аяна Такэтацу, Хитоми Набатамэ, Кана Ханадзава | [ 120 ]                      |
| I                            | Irony                        | ClariS                       | [ 118 ]                      | 12 Good End                  | Tadaima.                                                        | Аяна Такэтацу                                  | [ 120 ]                      |
| I                            | Irony                        | ClariS                       | [ 118 ]                      | 12 True Route                | Ready                                                           | Аяна Такэтацу                                  | [ 120 ]                      |
| I                            | Irony                        | ClariS                       | [ 118 ]                      | 13                           | †Inochi Mijikashi Koiseyo Otome†                                | Кана Ханадзава                                 | [ 120 ]                      |
| I                            | Irony                        | ClariS                       | [ 118 ]                      | 14                           | Shokuzai no Serenade                                            | Кана Ханадзава, Юити Накамура                  | [ 120 ]                      |
| I                            | Irony                        | ClariS                       | [ 118 ]                      | 15                           | Keep on runnin'                                                 | Аяна Такэтацу                                  | [ 120 ]                      |
| II                           | Reunion                      | ClariS                       | [ 121 ]                      | 1                            | Kanjosen loop                                                   | Аяна Такэтацу                                  | [ 123 ]                      |
| II                           | Reunion                      | ClariS                       | [ 121 ]                      | 2                            | Firuta                                                          | Саори Хаями                                    | [ 123 ]                      |
| II                           | Reunion                      | ClariS                       | [ 121 ]                      | 3                            | Zutto…                                                          | Аяна Такэтацу, Хитоми Набатамэ, Кана Ханадзава | [ 123 ]                      |
| II                           | Reunion                      | ClariS                       | [ 121 ]                      | 4                            | Honesuto☆Rapusodi                                               | Аяна Такэтацу                                  | [ 123 ]                      |
| II                           | Reunion                      | ClariS                       | [ 121 ]                      | 5                            | Keep                                                            | Аяна Такэтацу                                  | [ 123 ]                      |
| II                           | Reunion                      | ClariS                       | [ 121 ]                      | 6                            | Monokuro☆Happy Day                                              | Кана Ханадзава                                 | [ 123 ]                      |
| II                           | Reunion                      | ClariS                       | [ 121 ]                      | 7                            | Kyou mo Shiawase                                                | Юй Огура                                       | [ 123 ]                      |
| II                           | Reunion                      | ClariS                       | [ 121 ]                      | 8                            | Setsuna no Desutini                                             | Кана Ханадзава                                 | [ 123 ]                      |
| II                           | Reunion                      | ClariS                       | [ 121 ]                      | 9                            | Answer                                                          | Аяна Такэтацу                                  | [ 123 ]                      |
| II                           | Reunion                      | ClariS                       | [ 121 ]                      | 10                           | Hoshikuzu Kosu Pure☆Uitchi! Desu! Omega                         | Мисаки Куно                                    | [ 123 ]                      |
| II                           | Reunion                      | ClariS                       | [ 121 ]                      | 11                           | Arifureta Mirai e                                               | Сатоми Сато                                    | [ 123 ]                      |
| II                           | Reunion                      | ClariS                       | [ 121 ]                      | 12                           | Omou Koto                                                       | Саори Хаями                                    | [ 123 ]                      |
| II                           | Reunion                      | ClariS                       | [ 121 ]                      | 13                           | Honto no Kimochi                                                | Аяна Такэтацу, Сатоми Сато                     | [ 123 ]                      |
| II                           | Reunion                      | ClariS                       | [ 121 ]                      | 14                           | The last ceremony                                               | Кана Ханадзава                                 | [ 123 ]                      |
| II                           | Reunion                      | ClariS                       | [ 121 ]                      | 15                           | Will                                                            | Аяна Такэтацу                                  | [ 123 ]                      |
| II                           | Reunion                      | ClariS                       | [ 121 ]                      | 16                           | Thank You                                                       | Аяна Такэтацу                                  | [ 123 ]                      |

## Компьютерные игры

### Визуальный роман

Игровой экран в Ore no Imouto ga Konna ni Kawaii Wake ga Nai Portable. Сцена диалога с Рури Гоко (слева) и Аясэ Арагаки (справа), вверху экрана представлена возможная для ответа реплика протагониста.

На волне популярности аниме и оригинального ранобэ на основе сеттинга Oreimo были выпущены несколько компьютерных игр. Первым подобным проектом стал визуальный роман Ore no Imouto ga Konna ni Kawaii Wake ga Nai Portable, разработка которого компанией guyzware для платформы PlayStation Portable стартовала ещё до показа сериала на телевидении. По настоянию Кадзумы Мики Цукаса Фусими разрешил принять участие в написании сценария будущей игры сторонним авторам, однако, по словам самого писателя, ему не понравился этот подход редактора, убеждавшего Фусими в том, что «публика будет довольна, даже если не ты это написал». Визуальный роман было решено составить из шести сюжетных арок по одной на каждую из центральных героинь — Кирино Косаку, Рури Гоко, Аясэ Арагаки, Манами Тамуру, Саори Бадзину и Канако Курусу (одноклассница Кирино). За основу сценария Кирино был взят основной сюжет ранобэ, который был оформлен как продолжение серии «Good End» аниме-сериала, однако было произведено изменение степени родства Кирино и Кёскэ — в визуальном романе они стали кузенами, а не сиблингами, как это было в оригинале, для возможности создания полноценной романтической линии между героями без инцеста. Среди прочих арок Фусими самостоятельно написал линии Аясэ и Канако, а также курировал сценарий ветки Рури Гоко; Кадзума Мики стал ответственным за арку Манами, Кадзутоси Охара — за арку Саори. Большая же часть текста была написана сотрудником издательства Bandai Namco Games Юсукэ Футами.
Игровой процесс визуального романа, как и в других играх этого жанра, был построен на последовательном прочтении диалогов, воспроизводимых на экране игрового устройства. Выбор направления развития сюжета был осуществлён в виде системы двусторонних диалогов протагониста (Кёскэ Косаки) с главными героинями, в ходе которых игроку необходимо было в течение ограниченного времени в рамках специальных внутриигровых событий подбирать все реплики главного героя (по аналогии с традиционным жанром мандзай). В дальнейшем результаты этих диалогов влияли на возможности выбора игроком основной сюжетной арки для прохождения, завершавшейся различными концовками. При визуальном оформлении работы была применена специально разработанная технология O.I.U. System, названная по аббревиатуре от полного названия оригинального ранобэ, заключавшаяся в создании эффекта движения спрайтов персонажей при сохранении их в виде 2D-моделей с характерным аниме-стилем. Позже этой методике было дано название Live2D, и она получила широкое распространение в других играх с подобной стилистикой. По словам разработчика Live2D Тэцуи Накасиро, Ore no Imouto ga Konna ni Kawaii Wake ga Nai Portable «спасла проект этой технологии от закрытия». Реплики всех персонажей были озвучены сэйю аниме-сериала.
Первое объявление публике о ведении разработки визуального романа произошло 1 июля 2010 года от представителей Bandai Namco Games. Презентация проекта игры была проведена 16 сентября 2010 года на выставке Tokyo Game Show, а окончательный выпуск на территории Японии состоялся уже 27 января 2011 года. В первую неделю торговли визуальный роман по объёму текущих продаж вошёл в тройку наиболее популярных консольных игр, а спустя две недели общее число реализованных копий перевалило за 100 тысяч штук. Помимо основной части к выпущенной игре предлагалось отдельное приложение «Ore no» Imouto mei ka EX Imouto to Koishi Yo~tsu♪ Portable, содержавшее специальный сценарий, делавший всех главных героинь сводными сёстрами главного героя.
Результаты реализации визуального романа подтолкнули Кадзуму Мики к созданию ещё одной, расширенной версии этой игры, проект которой вскоре был утверждён на совещании в издательстве Dengeki Bunko. Новая работа, по задумке Мики, должна была предоставить игрокам дополнительные сюжетные арки и существенно увеличить число иллюстраций отдельных игровых сцен, выполненных Хиро Кандзаки и мультипликаторами аниме. На сей раз Цукаса Фусими решил самостоятельно полностью переписать арку Саори и концовки для всех героинь, а также расширить ветки Рури Гоко и Канако. Юсукэ Футами была добавлена скрытая линия фудзёси Сэны Акаги (сестры одноклассника Кёскэ), которую сделали доступной для романтических отношений с Кёскэ. Объявление о новом проекте, получившего название Ore no Imouto wa Konna ni Kawaii wake ga nai Portable ga Tsuzuku wake ga nai, произошло 9 сентября 2011 года. Продвижение игры на рынке осуществлялось совместно с ролевой игрой на основе Puella Magi Madoka Magica, а начало продаж стартовало 17 мая 2012 года. На сей раз визуальный роман стал самой популярной консольной игрой в первую неделю реализации, а общее количество проданных копий в итоге составило чуть больше 71 тысячи экземпляров. В 2013 году эта версия была портирована на платформу iOS, в которой бесплатной для прохождения была лишь сюжетная арка Кирино, а все остальные сценарии игры предоставлялись в виде загружаемого контента по системе микротранзакций. Также в 2013 году игра была переиздана японским отделением Sony Computer Entertainment в рамках серии PSP the Best.

### Прочее
20 января 2011 года, вскоре после выхода первого сезона аниме-сериала, увидела свет браузерная игра Shin Imouto Taisen Siscalypse, созданная Yahoo! Mobage на основе одноимённой вымышленной компьютерной игры о младших сёстрах, представленной в первоисточнике. Данная игра представляла собой многопользовательский файтинг, в котором игрок должен был сражаться с онлайн-противниками, набирая тем самым очки опыта и развивая подконтрольного персонажа-сестру. Периодически игроку также предоставлялась возможность провести бой с героями Oreimo.
26 сентября 2013 года, вслед за изданием финального тома ранобэ, создателями визуального романа был выпущен симулятор жизни Ore no Imouto ga Konna ni Kawaii Wake ga Nai Happy End для платформы PlayStation 3. По сравнению с предшественниками данная игра сочетала в себе как двухмерную, так и трёхмерную компьютерную графику, выполненную на основе эскизов Хиро Кандзаки. По сюжету игроку предстояло выступить вновь в роли Кёскэ Косаки, который стал менеджером в шоу-бизнесе, и воспитать выбранную героиню Oreimo, развив её музыкальную карьеру до уровня идола. Сценарий игры был написан Юсукэ Футами, сделавшем в ней больший акцент на этти-фансервисе нежели в визуальных романах.
Также персонажи Oreimo неоднократно включались в проекты, не связанные тематически с основной франшизой. 18 марта 2013 года разработчиком French Bread был выпущен файтинг Dengeki Bunko: Fighting Climax, выполненный в стилистике игры Melty Blood. В игре оказались представлены различные герои ранобэ от наиболее популярных серий издательства Dengeki Bunko, в том числе Кирино Косака в роли основного доступного для игры персонажа и Рури Гоко в качестве вспомогательного. В 2017 году персонаж Аясэ Арагаки был взят за основу программы искусственного интеллекта Ayase no AI, разработанной Dwango при участии Цукасы Фусими и предназначенной для голосового общения с пользователем и распознавания его эмоций в ходе диалога.

## Критика и влияние

### Тема любви брата и сестры
Сюжет работы Цукасы Фусими получил в целом положительную оценку критиков, которые, однако, подчёркивали неоднозначность основной темы произведения — любви между родным братом и сестрой. По мнению обозревателя Anime News Network Ким Моррисси, Oreimo является работой особого направления «моэ имото» («очарование младшей сестры»), сюжет которого выстроен вокруг романтических отношений мужского главного героя с младшей сестрой. Сама эта тематика, как отмечает Моррисси, выделилась из визуальных романов эроге-направления в 1990-х годах, как развитие темы инцеста между матерью и сыном. Создатели подобных произведений были ограничены требованиями японской Этической организации по компьютерному программному обеспечению, запрещавшими демонстрацию половой связи между кровными родственниками, и, чтобы найти выход из сложившейся ситуации, авторы этих работ пришли к концепции романтических отношений между сводными братьями и сёстрами. Позже данный запрет был снят, но общий подход любви между некровными братьями и сёстрами стал к тому моменту традиционным для этой тематики. Как отмечает Моррисси, преимущественно работы этого направления не носили сколько-то реалистического характера и были выполнены в жанре комедии. В начале 2000-х годов некоторыми авторами, как например в манге Koi Kaze, предпринимались попытки более глубокого осмысления проблемы любви между родственниками, но они не получили достаточной популярности, и к моменту начала издания Oreimo в 2008 году тематика «имото» стала нишевой для эроге и переживала сильный спад интереса публики. По свидетельству различных рецензентов, Oreimo, по меньшей мере на десятилетие, стал определяющей работой для всего этого направления, и вызвал новый бум произведений данной тематики, особенно в формате ранобэ (среди примеров такого влияния назывались Nakaimo – My Sister Is Among Them!, My Little Sister Can Read Kanji, OniAi). Как отмечает Ким Моррисси, издание Oreimo закрепило за Цукасой Фусими прозвище «короля имото» и вызвало в его творчестве продолжение направления романтических историй между братьями и сёстрами в виде ранобэ Eromanga-sensei.
Несмотря на большое значение произведения для имото-тематики, критики по-разному восприняли её отражение в сюжете Oreimo. По мнению Моррисси, основная линия истории сумела переработать в себе опыт предшествующих работ и объединить существовавшие комедийные и реалистические подходы. Серия Oreimo, как отметила критик, сумела перебрать все возможные варианты романтики между братом и сестрой: платоническую любовь в «Good End» первого сезона аниме-сериала, брак при условии отсутствия кровной связи между Кёскэ и Кирино в визуальном романе и практически нарушение табу инцеста в ранобэ. Отмечалось, что вся серия Oreimo состоит из сочетания тематики отаку и инцеста, причём влияние второго компонента усиливается к финалу. Обозреватели подчёркивали, что показанная видимая сторона отношений Кирино и Кёскэ действительно похожа на существующие в реальности примеры, однако сам факт романтического интереса Кёскэ к сестре, проявившийся к концу произведения, был воспринят преимущественно негативно. Как отмечал другой критик Anime News Network Терон Мартин, поведение Кёскэ и Кирино как пары выглядело крайне незрело, поскольку не ощущалось какое-либо половое влечение между ними, а сама реализация мечты брата и сестры о взаимной любви вызывала, по словам рецензента, «тошноту» и стала «ударом по хорошей серии». Мартин предположил, что тем фактом, что и Кирино, и Кёскэ признавали неправильность своих отношений и не предпринимали радикальных шагов, Цукаса Фусими пытался выразить идею о том, что человек, заинтересованный в теме инцеста, может наслаждаться им в манге и аниме, но не должен переносить этот опыт на реальную жизнь. Критик Энди Хэнли из UK Anime Network назвал завершение романтической линии Кирино и Кёскэ «неуклюжим» и сравнил финал произведения с «фанфиком, случайно попавшим» в основную серию. Рецензент портала The Fandom Post Крис Беверидж также посчитал подобную концовку «фальшивой и поверхностной», в которой Кёскэ «реализовал желание своей младшей сестры, словно подчиняясь типажу „заботливого старшего брата“». Критик отметил, что стал негативно относиться к главному герою, из-за того, что тот отказался от действительно хороших отношений с Аясэ и Рури Гоко, которые «пошли бы на пользу Кирино значительно больше, чем воплощение в жизнь её романтических фантазий».
Тем не менее Беверидж подчёркивал, что если отбросить проблематику брата и сестры, то сюжет Oreimo выстроен вокруг внутреннего признания главного героя в своих чувствах к другому человеку и был достаточно хорошо проработан. По мнению обозревателя, обычно работы тематики «имото» обманывают аудиторию своей концепцией и реализацией, подменяя инцест некровным родством и оставляя нерешённой проблему любви родственников, но Oreimo «не уклонился в этом вопросе и пошёл до конца, хотя и в сдержанном виде» и было получено развитие ситуации, существенно отличавшейся от старта истории. Как отмечал критик, этот подход «скорее сработал, чем не сработал», позволил истории завершиться хеппи-эндом, хоть и с существенным ощущением недосказанности. Прочие рецензенты также признавали, что основная оценка аудиторией данного произведения напрямую зависит от личного восприятия темы инцеста.

### Отражение субкультуры отаку
Вторым важнейшим аспектом сюжета Oreimo, по мнению критиков, являлось отражение японской субкультуры аниме-отаку. Как отмечалось, данное произведение не было первой работой, где центральный женский персонаж являлся бы отаку, скрывающим своё увлечение от окружающего её общества — ранее подобное встречалось в манге Genshiken и ранобэ Nogizaka Haruka no Himitsu. Различные рецензенты подчёркивали, что серия Oreimo не «опустилась до потворства любителям эроге» и предложила, в отличие от идеализированного подхода Nogizaka Haruka no Himitsu, критический взгляд на весь фэндом через отношение семьи и проблему социализации отаку. Отдельные критики расценили, что это было достигнуто за счёт использования взгляда Кёскэ как неотаку.
Как отмечал японолог Томас Ламарр, в Nogizaka Haruka no Himitsu и Oreimo имеет место пересечение понятий «девушки-отаку», то есть женского представителя субкультуры, и «девушки для отаку», то есть медийного образа девушки, созданного для мужской аудитории. Кроме того Ламарр усмотрел общность сюжета этих произведений в негативном восприятии субкультуры патерналистским обществом, что путём проецирования проблем отаку на вымышленных героинь, позволяло мужской аудитории вытеснять из сознания собственные аналогичные трудности. Однако довольно быстрое раскрытие тайной жизни героинь в обеих франшизах, происходившее уже в третьих сериях аниме-адаптаций, затрудняло фрейдовскую фиксацию этой проблемы у зрителя. Ламарр отмечал также, что Oreimo продемонстрировал пример того, что в подобных произведениях возможно учитывать фактор женского атипичного потребления мужской продукции, не подрывая при этом основы моэ, а также сохранять образы традиционно женских направлений субкультуры отаку — как например, фудзёси. Тем не менее именно за использование образа Кирино, как ученицы средней школы, имеющей доступ к программному обеспечению, непозволительного для её возраста, аниме-сериал во время трансляции был подвергнут критике со стороны Broadcasting Ethics & Program Improvement Organization, назвавшей этот сюжетный ход «отражением взрослой мании, негативно влияющей на детей», и потенциальным потворством распространению эроге в среде школьников.
По мнению Терона Мартина, в Oreimo были показаны почти все аспекты субкультуры от Комикетов и посещения Акихабары до мечты многих отаку — участия в создании аниме по собственной работе. Кроме того многие рецензенты отметили пародийное использование отсылок к другим существующим аниме-франшизам. Энди Хэнли подчёркивал, что несмотря на это, ощущается, что серия пытается стоять выше описываемой тематики, демонстрируя как абсурдные, так и сильные стороны этой субкультуры, и в комедийной форме подводит зрителя к выводу, что реальность важнее мира отаку. На взгляд Хэнли, Oreimo «не всегда идёт в ногу с верным отражением отношений между людьми, но демонстрирует хорошее понимание автором жизни отаку», что позволило обозревателю назвать его «очень тёплым и приятным» и даже «лучшей отаку-комедией десятилетия».

### Персонажи и элементы жанра гарем

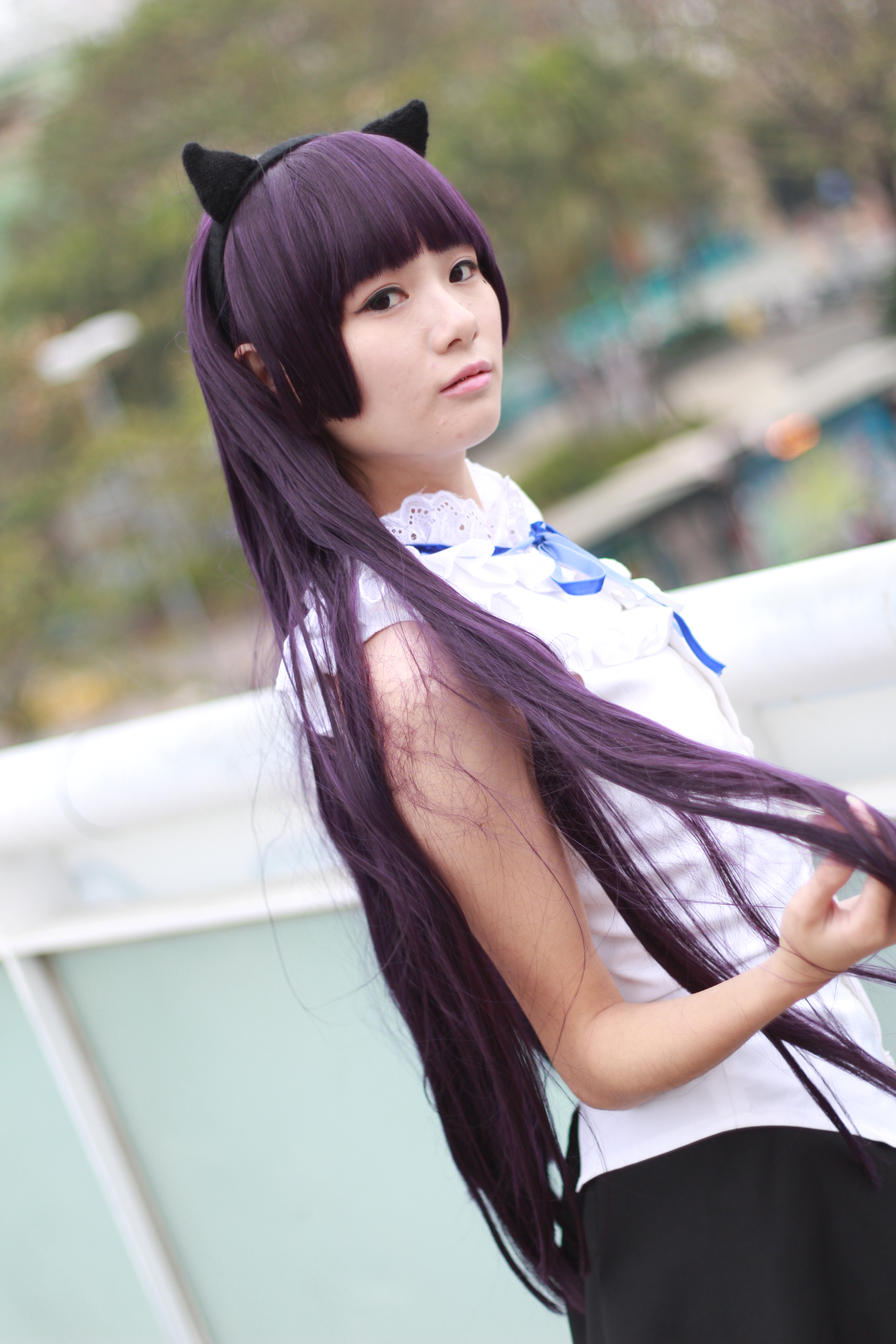
Косплей Рури Гоко.

Различные обозреватели высоко оценили подобранные Цукасой Фусими образы персонажей Oreimo. Отмечалось, что большая часть из них построена на традиционных для аниме-индустрии типажах, однако автор не целиком следовал этим канонам. По мнению Криса Бевериджа, Фусими удалось создать качественные образы даже для родителей Кирино и Кёскэ, характеры которых хорошо объясняли сложившуюся мирную и при этом консервативную атмосферу в семействе Косака. Наиболее же ярким персонажем критиками была названа Рури Гоко, охарактеризованная как «скучающий циник» и «тюнибё». Согласно Терону Мартину, эта героиня уверенно справилась даже с ролью центрального женского персонажа при отсутствии Кирино, а её дизайн хорошо смотрелся как в костюме готической лолиты, так и в обыкновенной школьной форме. Как отмечал Беверидж, развитие отношений между ней и Кёскэ было крайне нетипично для ранобэ и послужило своеобразным удачным сюжетным вызовом для прочих женских персонажей, заинтересованных в главном герое. По словам критика, романтические комедии в аниме обычно сознательно тянут с ответом на вопрос «кого из девушек выберет главный герой?» дабы поддерживать надежду фанатов на то, что именно их любимая героиня станет пассией протагониста. Однако Oreimo не стал ограничиваться подобной «дешёвой отговоркой» и пошёл на развитие настоящих романтических отношений в середине своей истории, что позволило радикально изменить её течение и динамику. Беверидж подчеркнул, что несмотря на это, он не ожидал чего-то твёрдого и окончательного от связи Рури Гоко и Кёскэ, хотя сам этот ход заслуживает того, чтобы понравиться аудитории. Критик отметил, что получил удовольствие от наблюдения за двумя счастливыми людьми во время существования в истории этой пары.
Вторая половина серии Oreimo, по утверждению рецензентов, отчётливо приобрела типичные элементы жанра гарем, поскольку все девушки кроме Сэны Акаги стали проявлять интерес к Кёскэ. Многие обозреватели подчёркивали практически полное отсутствие этти-фансервиса, поскольку не было замечено панцушотов и сцен подглядывания за девушками, что, по словам Криса Бевериджа, стало «шокирующим на фоне других подобных шоу» этого направления, а, на взгляд Терона Мартина, поставило его на пару шагов впереди конкурентов. Как отметил Мартин, в отличие от других представителей жанра в концовке ради любви к Кирино главный герой последовательно отверг всех прочих девушек, не оставив и намёка на какую-то двусмысленность. Тем не менее, на взгляд Бевериджа, расставание Кёскэ с Рури Гоко было в особенности тяжело наблюдать и, по свидетельству критика, около половины аудитории остались разочарованы этим событием, хотя до этого Фусими старался не сосредотачиваться излишне на драматических событиях и регулярно вводил после них комедийные эпизоды.
Наиболее негативную реакцию среди рецензентов вызвал характер Кирино Косаки. По мнению обозревателя портала THEM Anime Тима Джонса, созданный этой героиней собственный образ вне мира отаку являлся фактическим Мэри Сью, на поддержание которого уходили силы всех окружавших её персонажей. Кирино называлась обозревателями агрессивной, эгоистичной, подлой по отношению к главному герою, а также подчёркивалась её принадлежность к архетипу цундэрэ, по сравнению с которым другая представительница этого типажа «Харухи Судзумия выглядела как Верданди». Всё это, на взгляд Криса Бевериджа, делало её наиболее сложной героиней, которую было тяжело воспринимать. Часть рецензентов и вовсе сочла, что автором было уделено избыточное внимание Кирино. Среди прочих персонажей положительную оценку от Тима Джонса получил образ Манами, которая, на его взгляд, смотрелась словно героиня из совсем другого произведения и была недостаточно использована. Итоговая роль Манами в сюжете была названа Крисом Бевериджем «голосом разума» в отношении связи Кирино и Кёскэ, что однако не пошло на пользу её образу. Противоречивой оценки удостоилась роль в сюжете Аясэ, которая сравнивалась одними критиками с героиней Энни Уилкс из романа Стивена Кинга «Мизери», доминой и называлась «раздражающей» и «маниакальной», а другими — «весёлым персонажем с хорошо работающей историей». По признанию критиков, роль Саори в сюжете оказалась весьма мала, однако автору удалось успешно показать развитие персонажа за счёт одной побочной истории с ней. Некоторые критики отмечали негативную тенденцию в образах персонажей ближе к окончанию истории: так рецензент THEM Anime Аллен Муди назвал поведение Кёскэ «более извращённым» во втором сезоне аниме, а Энди Хэнли и вовсе расценил, что все персонажи кроме Кирино в финале являлись лишь пародиями на самих себя относительно начала работы.
Несмотря на это исследователь ранобэ Хирокадзу Мацунага отмечал, что Oreimo стал примером одной из ранних работ начавшейся к 2010-м годам «гаремной эпидемии» в этом направлении литературы и оказал существенное влияние на её популярность.

### Аниме-адаптация
Технические стороны аниме-адаптации получили положительные оценки критиков. Так различными обозревателями в обоих сезонах отмечалась хорошая чёткость фоновых изображений, выполненных с достаточно высокой детализацией. Среди других визуальных характеристик были отмечены яркость цветовой композиции работы, плавность мультипликации, а также дизайн женских персонажей. Музыкальное сопровождение работы было оценено также как «приятное, создающее хорошую повседневную атмосферу», однако подчёркивалось, что сами композиции являются незапоминающимися. По мнению Терона Мартина, факт большого разнообразия закрывающих заставок также являлся положительным аспектом работы. Озвучивание работы было единодушно принято как качественное, причём, по мнению Энди Хэнли, подобранный «актёрский состав был бы хорош и без материала». Среди сэйю особенно удачным было признано исполнение роли Рури Гоко Каной Ханадзавой.
С точки зрения композиции сериала приветственных образов получил формат использования OVA-серий. Как отметил Крис Беверидж, вместо отсутствия развития сюжета в аналогичных сериях других работ, в Oreimo выпущенные на носителях серии, содержали в себе кульминации обоих сезонов и закрепляли положительное восприятие образов персонажей. Тем не менее смена фокуса сценария с отаку-комедии первого сезона на гаремную комедию с развитием отношений между братом и сестрой, напротив, получила преимущественно негативные отзывы.

### Манга-адаптация
В отличие от аниме манга-адаптация получила сдержанные оценки критиков. Энди Хэнли и обозреватели портала The Fandom Post в своих рецензиях отмечали, что работа Сакуры Икэды «отклонилась от оригинального дизайна в сторону увеличения сексуальности героинь», что особенно сильно проявилось в выборе мангакой поз женских персонажей, напоминавших статические изображения профессиональных моделей. Кроме того были отмечены странные фокусы в сценах на отдельных частях женского тела, увеличение количества сцен с откровенными нарядами для Кирино и использование у всех героинь однотипного макияжа . Подобное изменение дизайна, по мнению критиков, было весьма смелым, и хотя иллюстратор имела право на подобный шаг, но, как подчёркивал Хэнли, «изображение стало противоречить ядру серии», поскольку за счёт этих решений было существенно «уменьшено влияние других визуальных аспектов работы».
Обозреватели сошлись во взгляде, что постановка сцен манги выглядела «достаточно безжизненной», поскольку не оставалось ощущения какой-либо динамики действий персонажей. Также критики The Fandom Post указывали, что стилистика работы Икэды стала менее реалистичной по сравнению с рисунками Хиро Кандзаки, и признали её несоответствовавшей уровню оригинала и «не дававшей ощущения чтения чего-то талантливого». Вторая серия манги также получила от них сдержанную оценку по причине отсутствия в работе объяснения предыстории героев, изложенной в ранобэ. Как заметил рецензент, в совокупности получалось, что «целевой аудиторией комикса являлись только поклонники основной серии», уже знавшие сюжет первоисточника. Энди Хэнли в свою очередь также отметил, что «манга неплоха, но менее хороша в сравнении с аниме-сериалом».